# 聖エリザベート教会 (マールブルク)

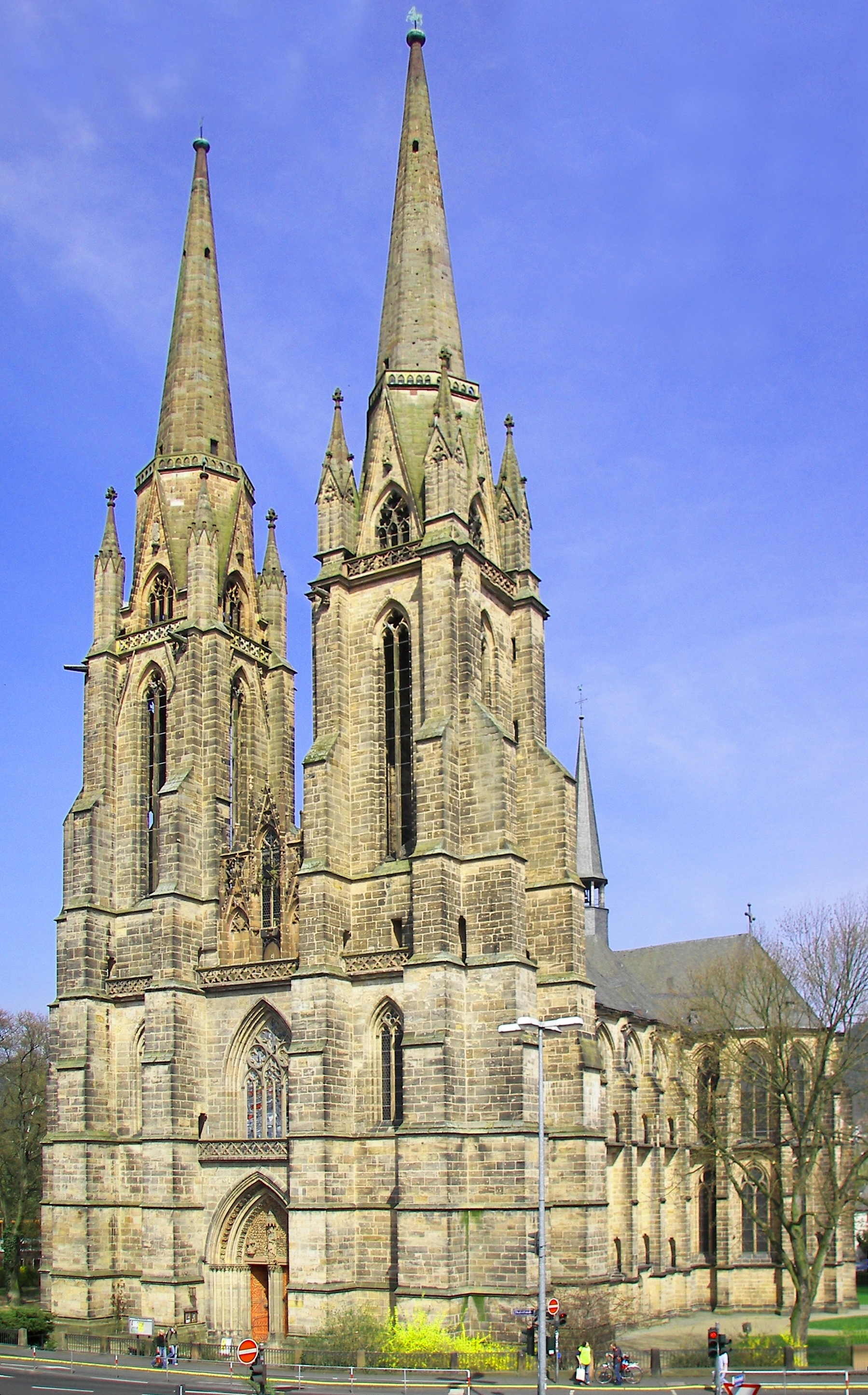
聖エリーザベト教会、外観。塔頂部には異なった飾り付けがそれぞれ施されている。

聖エリーザベト教会（エリーザベトきょうかい、ドイツ語:Elisabethkirche）はドイツ、ヘッセン州マールブルクに位置し、ドイツ騎士団により聖女チューリンゲンのエリーザベトを称えて建設された教会。聖女エリーザベトの墓が設けられたことで、教会は中世後期における聖地行脚の重要な目的地の一つとなった。

## 建築

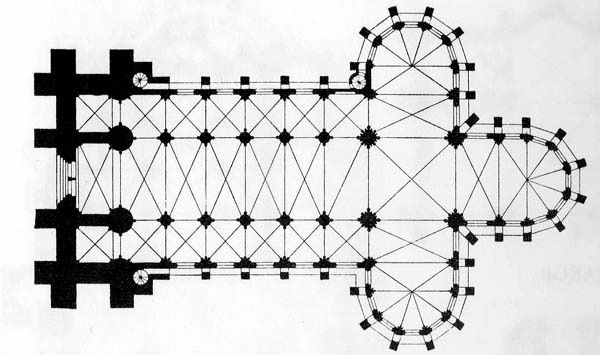
上から見た教会の図面。東へ十字型に伸びているのが特徴的。

教会はドイツ語圏で最も早時期に建てられた純粋なゴシック教会の一つであり、ケルンにあるケルン大聖堂の建築モデルとしても取り入れられた。建物は砂岩から造られ、上空から見て十字型の設計を施された。身廊とその側面を接する廊下は、20メートル（66フィート）以上あるその天井部分をヴォールトで覆われている。さらに身廊外陣と翼廊が交わる部分は、中心に十字架像が置かれた石製の内陣で仕切られている。初期には、教会の前面部がドイツ騎士団へ捧げられたものであった。また教会にはおよそ80メートル（263フィート）の高さを誇る2つの塔が建てられており、このうち北側のものは塔頂部に星のオブジェが飾られているのに対し、南側の塔の頂には馬に乗った騎士のオブジェが置かれている。聖女エリザベートのゴシック様式の祭壇が教会で最も著名な財産であるが、他の宗教的な芸術作品群も展示されている。

## 沿革

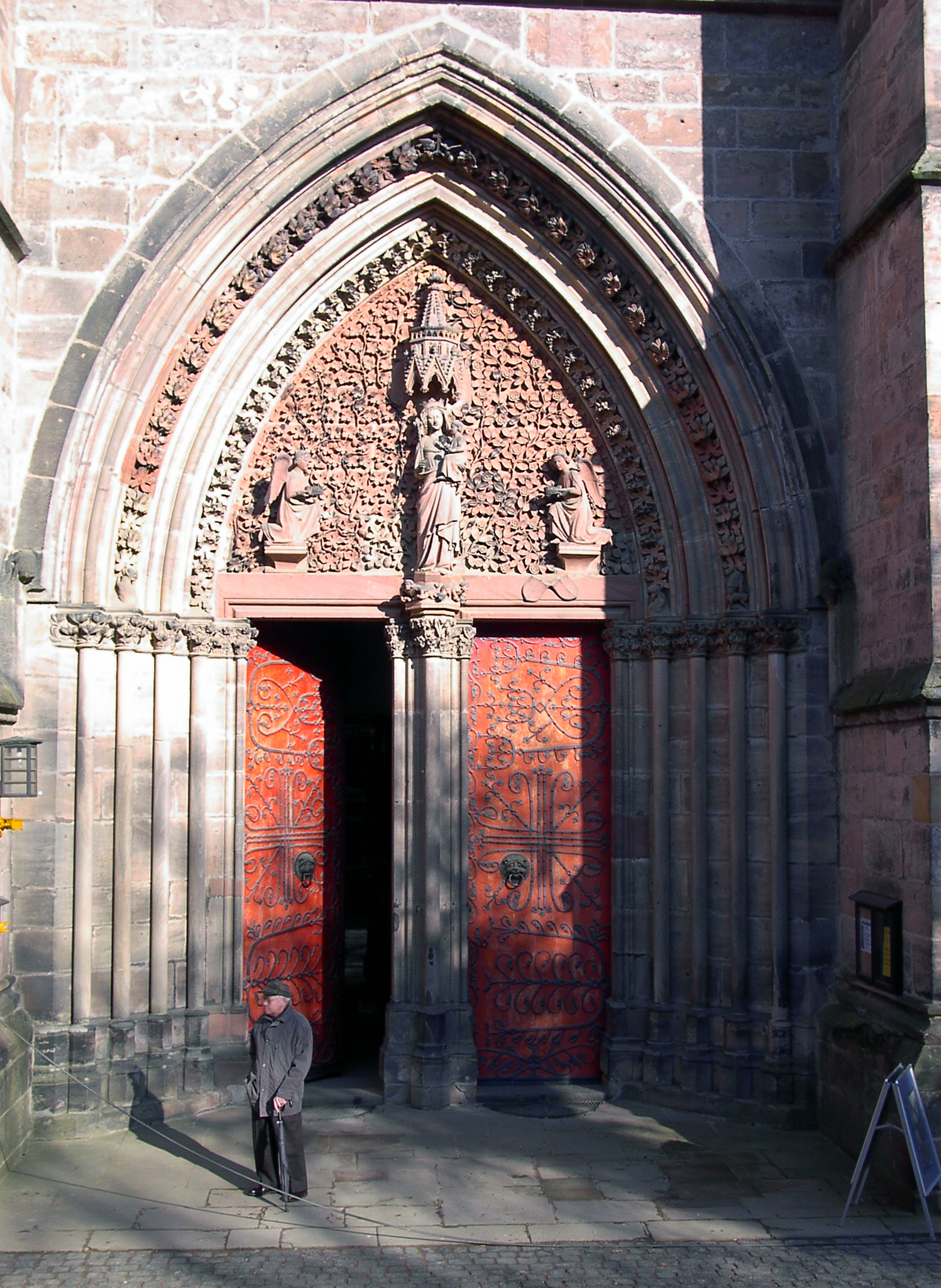
教会正門

教会の建設は、聖女エリーザベトが列聖された年である1235年に開始された。その後1238年に奉献に至っているが、塔の建設は1340年まで完了しなかった。当時教会はドイツ騎士団の所有物であった他、現在でも騎士団所有の建造物は教会の近隣に存在しており、中でもドイツ家領（ドイチュハウスグート）は、鉱物の収蔵所である他にマールブルク・フィリップ大学の地学部棟としても機能している。
16世紀までは聖女エリーザベトの聖遺物（遺骨）がこの教会に葬られていた。その後の宗教改革で、改革を支持したヘッセン方伯フィリップ1世によりプロテスタント都市とされたマールブルクからの巡礼者追放のため、聖遺物は教会から移された。今日では、聖女エリーザベトの聖遺物はウィーンの聖エリーザベト修道院、そしてストックホルムとコシツェの市立博物館に収められており、マールブルクに残っているのは空になった棺とその覆いのみである。
ほとんどの修道僧は16世紀中にプロテスタントへと改宗しており、教会はプロテスタント系の礼拝に利用された。更に19世紀初頭まもない頃には、カトリックのミサ聖祭とプロテスタントの聖餐の両方が、教会の別々の場所で執り行われていた。
第二次世界大戦後、ヴァイマル共和国大統領のパウル・フォン・ヒンデンブルクとその妻の遺骸は、ソ連軍の侵攻を避けて東プロイセンにあったタンネンベルク戦勝記念碑から移され、エリザベート教会内、入口から見て左手の塔の基部にあたる場所に安置された。また同様に疎開したフリードリヒ・ヴィルヘルム1世やフリードリヒ2世の棺も、1945年‐1953年の期間一時的にエリーザベト教会に安置されていた。

## 現況
長期に渡って必要とされる教会の改築と近隣建造物の建て替えを開始するため、聖エリザベート教会財団が2004年に発足され、マールブルク全市とヴァルデック等にある福音キリスト教会へ修繕処置の融資援助を行っている。2006年には教会周囲の庭が発掘調査され、墓や壁などが発見された。以前は水はけの悪かったこの庭では、舗装および公園化の工事が行われている。

## 参考
以下は翻訳元（w:en:Elisabeth Church (Marburg)）の参考である。
- ヘルマン・バウアー 「Sankt Elisabeth und die Elisabethkirche zu Marburg」 1990年 ISBN 3-89616-031-1
- アンドレアス・ケストラー 「Die Ausstattung der Marburger Elisabethkirche. Zur Ästhetisierung des Kultraums im Mittelalter」 1995年 ISBN 3-496-01134-3
- エベラール・レピン 「Die Elisabethkirche in Marburg an der Lahn」 1999年 ISBN 3-7845-2913-5